# Castroreale
Castroreale é uma comuna italiana da região da Sicília, província de Messina, com cerca de 2.894 habitantes. Estende-se por uma área de 54 km², tendo uma densidade populacional de 54 hab/km². Faz fronteira com Antillo, Barcellona Pozzo di Gotto, Casalvecchio Siculo, Rodì Milici, Santa Lucia del Mela, Terme Vigliatore.
Pertence à rede das Aldeias mais bonitas de Itália.

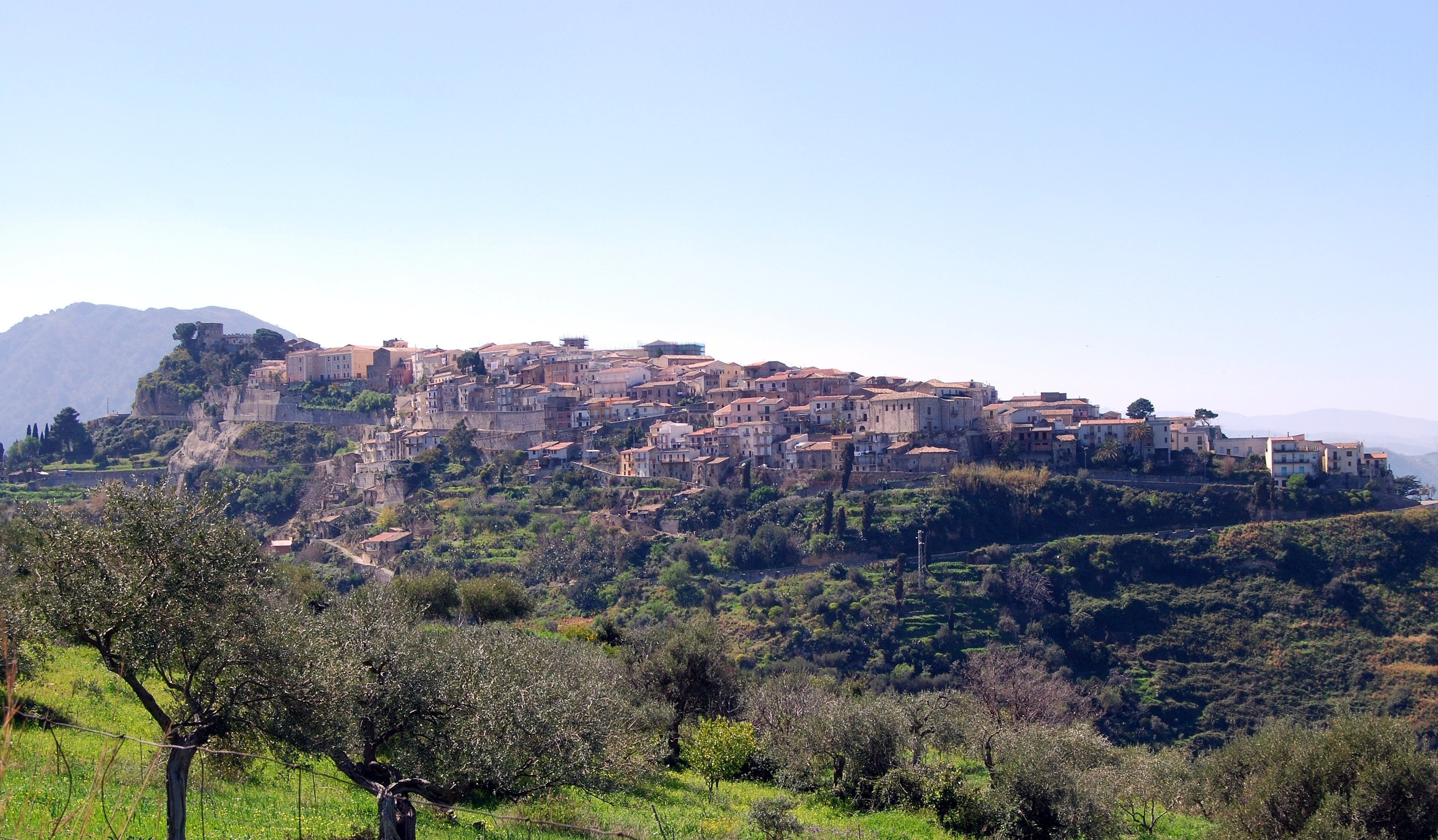
Castroreale

## Demografia
| Variação demográfica do município entre 1861 e 2011                               |
|                                                                                   |
| Fonte: Istituto Nazionale di Statistica (ISTAT) - Elaboração gráfica da Wikipedia |